# Mohamed Muizzu
Mohamed Muizzu, född 15 juni 1978 i Malé, är Maldivernas president sedan 17 november 2023.

## Bakgrund och utbildning
De första åren i grundskolan tillbringades i Iskandhar-skolan. Därefter fortsatte han sin skolgång, från årskurs fem till 10, på Majeediyya School, den äldsta skolan på Maldiverna.